# Pentispa cristata
Pentispa cristata es una especie de insecto coleóptero de la familia Chrysomelidae.

## Descripción
Fue descrita científicamente en 1877 por Chapuis.